# Хилл, Энтони
Энтони Хилл (англ. Anthony Hill; род. 23 апреля 1930, Лондон — 13 октября 2020) — современный английский художник, график, скульптор, крупный представитель абстракционизма в живописи и рельефной скульптуре в Великобритании.

## Жизнь и творчество
Э. Хилл получил художественное образование в Центральном колледже искусств и дизайна св. Мартина (1947—1951). Первоначально увлекается сюрреализмом и дадаизмом. В 1948 году начинает работать в стиле геометрической абстракции. Свою первую рельефную абстракцию он создаёт в 1954 году. В 1950-е годы художник знакомится и тесно сотрудничает с известными британскими конструктивистами — Виктором Пасмором, Джоном Эрнестом, Адрианом Хезом, Стивеном Гилбертом, Кеннетом и Мэри Мартин, и др. Со временем Э.Хилл становится видным представителем конструктивистского течения в британском искусстве 2-й половины XX века. В 1958—1963 годах он преподаёт в лондонской Политехнической школе искусств, с 1964 года — колледже искусств и дизайна Челси (Chelsea College of Art and Design).
Э. Хилл является автором многочисленных рельефов, в которых он, как новатор, использует нетрадиционные, промышленные материалы — такие, как алюминий и плексиглас. Участник многочисленных выставок абстрактного и конструктивистского искусства в Великобритании, США, Германии, Франции, Швейцарии, Нидерландах, Польше. Часть работ Э. Хилла хранится в галерее Тейт в Лондоне. Впервые персональная выставка работ Э. Хилла прошла в лондонском Институте современного искусства Institute of Contemporary Arts (ICA) в 1958 году. Участник выставок современного искусства — в Касселе documenta 4 (1968), 4-го биеннале Сан-Марино (1963), 2-го биеннале в Париже (1961). В 1983 году в лондонской галерее Хейуорд (Hayward Gallery) прошла большая ретроспектива конструктивистских работ мастера. Э. Хилл живёт и работает в Лондоне.
Э. Хилл является также выдающимся математиком. В основе практически всех его конструктивистских работ и рельефов лежат рассчитанные им математические структуры. Совместно со своим коллегой Джоном Эрнестом Э. Хилл написал ряд статей по развитию теории графов. В качестве признания его заслуг перед наукой Э. Хилл в 1979 году был принят в члены Лондонского математического общества.

## Галерея
- Работы Энтони Хилла в галерее Тейт
- Работы британских конструктивистов на artnet